# Jackson (Tennessee)
Jackson és una població dels Estats Units a l'estat de Tennessee. Segons el cens del 2006 tenia 62.711 habitants.

## Demografia
Segons el cens del 2000, Jackson tenia 59.643 habitants, 23.503 habitatges, i 15.135 famílies. La densitat de població era de 465,3 habitants/km².
Dels 23.503 habitatges en un 32,1% hi vivien nens de menys de 18 anys, en un 41,5% hi vivien parelles casades, en un 19,4% dones solteres, i en un 35,6% no eren unitats familiars. En el 30,3% dels habitatges hi vivien persones soles el 10,4% de les quals corresponia a persones de 65 anys o més que vivien soles. El nombre mitjà de persones vivint en cada habitatge era de 2,4 i el nombre mitjà de persones que vivien en cada família era de 2,99.
Per edats la població es repartia de la següent manera: un 25,9% tenia menys de 18 anys, un 12,8% entre 18 i 24, un 28,7% entre 25 i 44, un 19,5% de 45 a 60 i un 13,2% 65 anys o més.
L'edat mediana era de 33 anys. Per cada 100 dones de 18 o més anys hi havia 81,7 homes.
La renda mediana per habitatge era de 33.194$ i la renda mediana per família de 40.922$. Els homes tenien una renda mediana de 32.777$ mentre que les dones 23.229$. La renda per capita de la població era de 18.495$. Entorn del 14% de les famílies i el 17,1% de la població estaven per davall del llindar de pobresa.

## Poblacions més properes
El següent diagrama mostra les poblacions més properes.